# 地球の想い〜ほしの想い〜
地球の想い〜ほしの想い〜（ほしのおもい）は、声優の國府田マリ子が出した9thマキシシングルである（8cmシングルも含めると20枚目のシングル）。品番はKICM-1079。

## 収録曲
1. 地球の想い〜ほしの想い〜
  - 作詞：國府田マリ子、作曲：松本タカヒロ、編曲：宮田繁男
2. 雨上がりの朝に
  - 作詞：國府田マリ子、作曲・編曲：井上うに
3. せつな。
  - 作詞：國府田マリ子、作曲・編曲：井上うに